# ۱۰۸۸ (خورشیدی)
۱۰۸۸ هزار و هشتاد و هشتمین سال هجری خورشیدی است.